# Jared Taylor

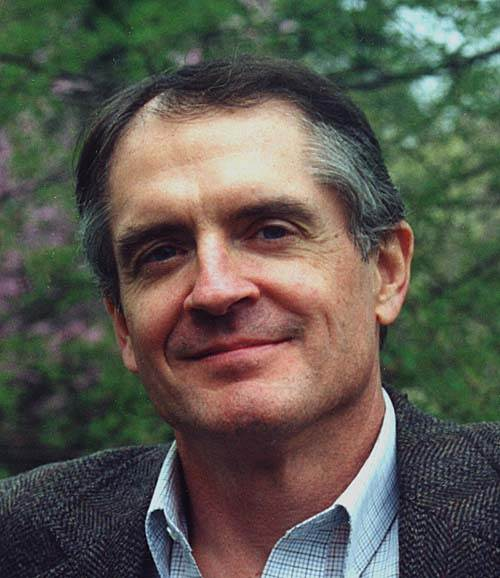
Jared Taylor (2008)

Samuel Jared Taylor (* 15. September 1951 in Kobe, Präfektur Hyōgo, Japan) ist ein US-amerikanischer Journalist, Buchautor und politischer Aktivist. Er wurde vielfach als Verfechter weißen Überlegenheitsdenkens (White Supremacy) und als Rassist kritisiert.

## Leben
Taylor wuchs bis zum Alter von 16 Jahren mit seinen Eltern in Japan auf, da sie dort als christliche Missionare arbeiteten. Sie kehrten mit ihm in die Vereinigten Staaten zurück. Jared Taylor ging in Japan zur Schule und beherrscht die japanische Sprache fließend.
1973 schloss er an der Yale University mit einem Bachelor of Arts in Philosophie ab. Ein Jahr lang, von 1974 bis 1975, arbeitete Taylor als Journalist bei der Washington Post. Danach studierte er Internationale Ökonomie am Institut d’études politiques de Paris und schloss diesen Studiengang mit einem Master of Arts ab. Taylor spricht neben Japanisch auch fließend Französisch.
Taylor lebt mit Evelyn Rich in Oakton in Virginia zusammen. Mit ihr hat er zwei gemeinsame Kinder.

## Beruflicher Werdegang
Von 1978 bis 1981 arbeitete Jared Taylor in führender Position im Kreditwesen bei der Bankholding Manufacturers Hanover Corporation und anschließend von 1983 bis 1988 als Redakteur des PC Magazine für die Westküste der USA. Er hielt sich beruflich über mehrere Monate hinweg in Westafrika auf.
In der Sommerzeit unterrichtet er Japanisch an der Harvard University.

## Aktivitäten
Jared Taylor ist in zahlreichen rechtsgerichteten Organisationen aktiv. Seine politischen Aktivitäten begannen, als er im Jahr 1990 die New Century Foundation und ein Jahr später die rechtsradikale Zeitschrift American Renaissance gründete. Taylor war Mitglied im Beirat des Magazins Occidental Quarterly, das nach eigenen Angaben Artikel über die Perspektiven der westeuropäisch geprägten Menschen, Kultur und Politik publiziert. Er war Mitglied des Gründungsvorstands des National Policy Institute, einer nationalistischen Denkfabrik. Dieses Institut wird mittlerweile von Richard B. Spencer betrieben, der als Begründer der Alt-Right gilt. Jared Taylor ist Vorstandsmitglied und Sprecher des rechten Council of Conservative Citizens (auch White Citizens’ Councils genannt).
Taylor unterstützte die Präsidentschaftswahl in den Vereinigten Staaten 2016 von Donald Trump durch Verfassen automatisierter Werbeanrufe, sogenannte Robocalls.

## Kritik
Jared Taylor wurde von Kritikern als einer der führenden akademischen Vertreter der rassistischen Ideologie einer Überlegenheit der Weißen in den Vereinigten Staaten bezeichnet. Auf Konferenzen, die von ihm veranstaltet wurden, verwahrte er sich gegen antisemitische Äußerungen.
Jared Taylor wird von einigen Bürgerrechtsorganisationen in den Vereinigten Staaten heftig kritisiert. Entsprechend einem Artikel im Intelligence Report, einer Publikation des Southern Poverty Law Center (SPLC), trete er als kultiviertes, kosmopolitisches Gesicht der weißen Überlegenheit auf, sei aber ein intellektueller Stichwortgeber für heutige Geheimbündler des Ku-Klux-Klan. Ähnlich fällt das Urteil über ihn in einem Porträt auf der Website des SPLC aus: Durch seine Erscheinung und sein Auftreten stelle er sich im Ton und Außendarstellung als ein vornehmer Denker der „Weißen Überlegenheit“ dar, er sei jedoch ein rassistischer Kolonisator alter Prägung.
In einem Artikel der Pittsburgh Post-Gazette wurde Taylor als „a racist in the guise of expert“ (deutsch: „ein Rassist im Gewand eines Experten“) bezeichnet.

## Werke
- Shadows of the Rising Sun: a Critical View of the "Japanese miracle". Morrow, New York 1983, ISBN 0-688-02455-6.
- mit Mitsunobu Yamamoto: Shado obu Japan. Kobunsha, Tokyo 1984, ISBN 4-334-96006-5. (japanisch)
- Paved With Good Intentions: The Failure of Race Relations in Contemporary America. Carroll & Graf, New York 1992, ISBN 0-88184-866-2.
- The Real American Dilemma: Race, Immigration, and the Future of America. New Century Foundation, Oakton Virginia 1998, ISBN 0-9656383-0-8.
- White Identity: Racial Consciousness in the 21st Century. New Century Foundation, Oakton 2011, ISBN 978-0-9656383-9-5.
- Face to Face with Race. New Century Foundation, Oakton 2014, ISBN 978-0-9838910-2-4.